# 비동맹 운동

비동맹 운동 회원국. (2012년 기준) 연한 파랑은 참관국 지위.

비동맹 운동(非同盟 運動, 영어: Non-Aligned Movement, NAM, 문화어: 쁠럭불가담운동)은 주요 강대국 블록에 공식적으로 속하지 않거나 이에 대항하려는 국가들로 이룬 국제 조직이다.

## 역사

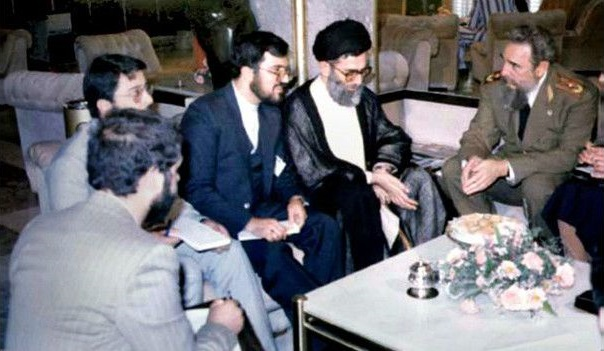
제8차 비동맹회의에 참석한 알리 하메이니와 피델 카스트로

이 운동은 유고슬라비아의 요시프 브로즈 티토 대통령, 인도의 초대 수상 자와할랄 네루, 인도네시아의 초대 대통령 수카르노, 이집트의 대통령 가말 압델 나세르의 창안에서 나왔다. 비동맹 운동은 1961년 유고슬라비아의 수도 베오그라드에서 창설되어, 2011년 기준으로 120개 회원국과 18개 참관국이 있다. 비동맹 운동의 목표는 1979년 아바나 선언에서 천명한 "강대국이나 블록에 대항할 뿐 아니라, 제국주의, 식민주의, 신식민주의, 인종주의, 모든 형태의 외국 침략, 점령, 지배, 간섭, 패권과 투쟁하여" "비동맹 국가들의 독립, 주권, 영토 통일, 안보"를 보장하는 것이다. 이들은 유엔 회원국 중 2/3를 차지하며, 특히 대부분 제3세계의 개발도상국에 속하는 세계 인구의 55%를 점하고 있다.

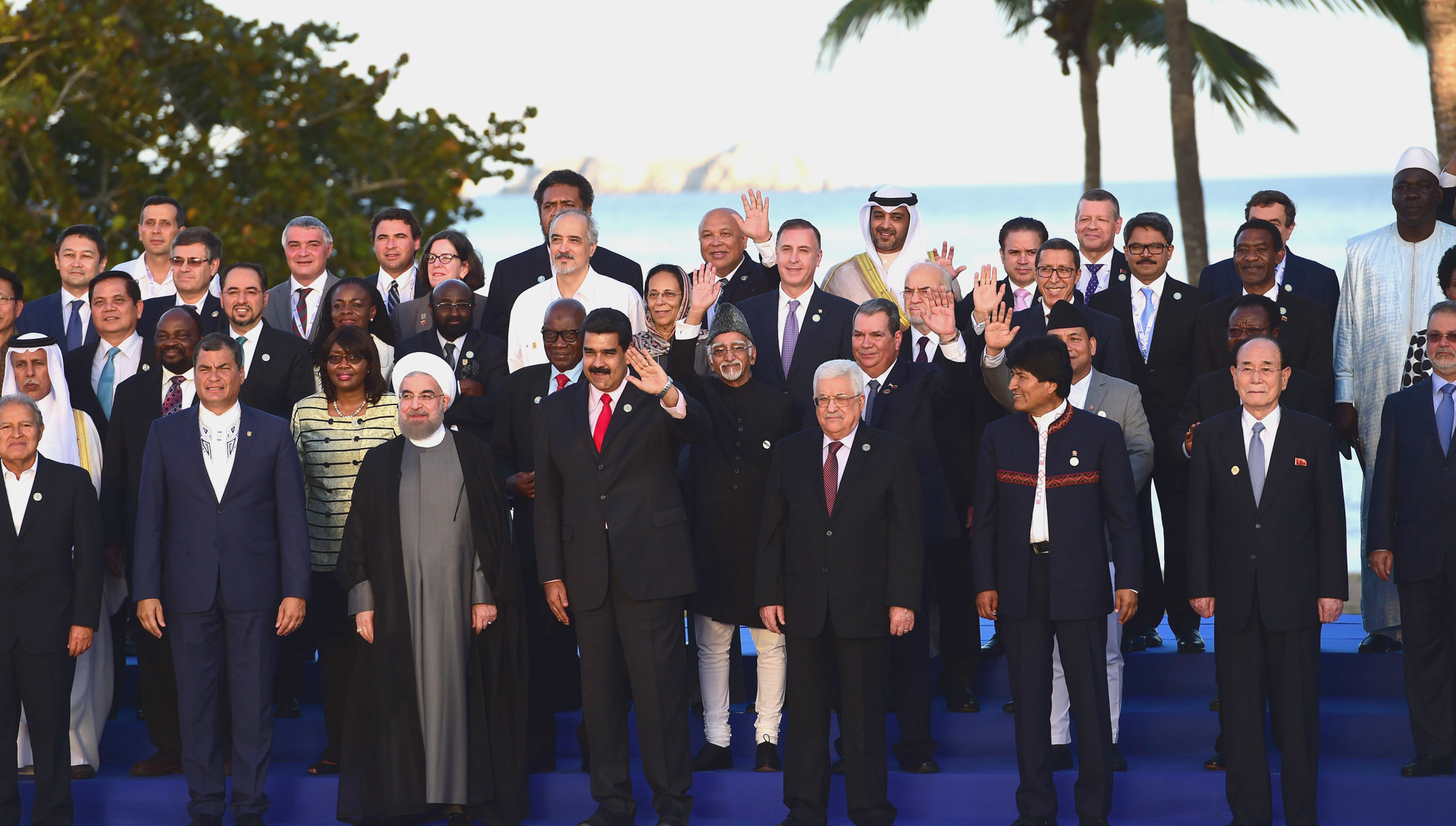
제17차 비동맹회의

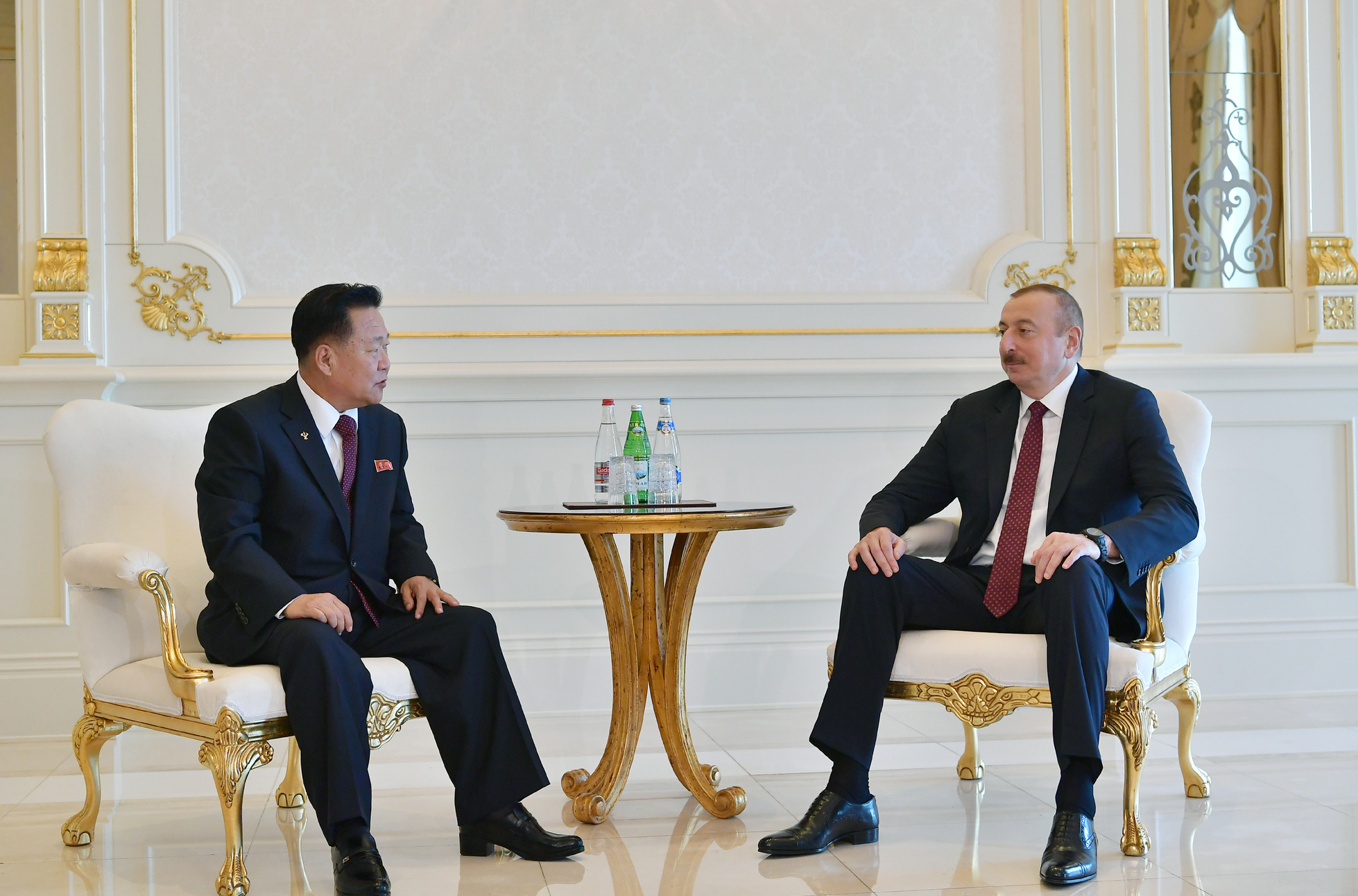
제18차 비동맹회의에 참석한 최룡해와 일함 알리예프

회원국으로는 유고슬라비아, 인도, 가나, 파키스탄, 알제리, 리비아, 스리랑카, 이집트, 인도네시아, 쿠바, 콜롬비아, 베네수엘라, 1994년 이후에는 남아프리카 공화국, 이란, 말레이시아, 그리고 때론 중국 등이 있었다. 브라질은 비동맹 운동의 공식 회원국은 아니었으나, 이 운동의 목표에 동조했으며 비동맹 회의 정상 회담에 참관단을 자주 보냈다. 비동맹 운동은 북대서양 조약기구나 바르샤바 조약 기구처럼 긴밀하게 단결하고자 했으나, 제대로 응집하지 못했으며 회원국 상당수가 강대국과 사실상 동맹 관계를 맺었다. 게다가 회원국 사이에 심각한 분쟁이 벌어지기도 했다. (가령 인도와 파키스탄, 이란과 이라크) 비동맹 운동은 1979년 소련의 아프가니스탄 침공을 계기로 내부적으로 분열되었다. 소련과 동맹을 맺은 회원국들은 이 침공을 지지했지만 회원국(특히 이슬람권 국가들)들은 그렇지 않았다.
비동맹 운동은 냉전 구도를 깨기 위해 창설되었으므로, 냉전이 끝나자 그 의미가 퇴색된다. 창립 회원국인 유고슬라비아가 해체된 뒤 유고슬라비아의 후계 국가들은 일부가 참관국 자격이긴 했지만 비동맹 운동에 별 관심을 나타내지 않았다. 2004년 몰타와 키프로스가 비동맹 운동에서 탈퇴하고 유럽 연합에 가입했다.

## 회원국, 참관국, 초청국

### 현재 회원국
아래 국가들은 현재 비동맹 운동 가입 국가들이다. 또한 굵은 글씨는 창립 회원국이다.

#### 아프리카
남수단, 서사하라을 제외한 모든 아프리카 국가들이 비동맹 운동 가입국이다.
1. 알제리 (1961)
2. 앙골라 (1964)
3. 베냉 (1964)
4. 보츠와나 (1970)
5. 부르키나파소 (1973)
6. 부룬디 (1964)
7. 카메룬 (1964)
8. 카보베르데 (1976)
9. 중앙아프리카 공화국 (1964)
10. 차드 (1964)
11. 코모로 (1976)
12. 콩고 민주 공화국 (1961)
13. 지부티 (1983)
14. 이집트 (1961)
15. 적도 기니 (1970)
16. 에리트레아 (1995)
17. 에스와티니 (1970)
18. 에티오피아 (1961)
19. 가봉 (1970)
20. 감비아 (1973)
21. 가나 (1961)
22. 기니 (1961)
23. 기니비사우 (1976)
24. 코트디부아르 (1973)
25. 케냐 (1964)
26. 레소토 (1970)
27. 라이베리아 (1964)
28. 리비아 (1964)
29. 마다가스카르 (1973)
30. 말라위 (1964)
31. 말리 (1961)
32. 모리타니 (1964)
33. 모리셔스 (1973)
34. 모로코 (1961)
35. 모잠비크 (1976)
36. 나미비아 (1979)
37. 니제르 (1973)
38. 나이지리아 (1964)
39. 콩고 공화국 (1964)
40. 르완다 (1970)
41. 상투메 프린시페 (1976)
42. 세네갈 (1964)
43. 세이셸 (1976)
44. 시에라리온 (1964)
45. 소말리아 (1961)
46. 남아프리카 공화국 (1994)
47. 수단 (1961)
48. 탄자니아 (1964)
49. 토고 (1964)
50. 튀니지 (1961)
51. 우간다 (1964)
52. 잠비아 (1964)
53. 짐바브웨 (1979)

#### 아메리카 대륙
1. 앤티가 바부다 (2006)
2. 바하마 (1983)
3. 바베이도스 (1983)
4. 벨리즈 (1976)
5. 볼리비아 (1979)
6. 칠레 (1973)
7. 콜롬비아 (1983)
8. 쿠바 (1961)
9. 도미니카 연방 (2006)
10. 도미니카 공화국 (2000)
11. 에콰도르 (1983)
12. 그레나다 (1979)
13. 과테말라 (1993)
14. 가이아나 (1970)
15. 아이티 (2006)
16. 온두라스 (1995)
17. 자메이카 (1970)
18. 니카라과 (1979)
19. 파나마 (1976)
20. 페루 (1973)
21. 세인트키츠 네비스 (2006)
22. 세인트루시아 (1983)
23. 세인트빈센트 그레나딘 (2003)
24. 수리남 (1983)
25. 트리니다드 토바고 (1970)
26. 베네수엘라 (1989)

#### 아시아
1. 아프가니스탄 (1961)
2. 아제르바이잔 (2011)
3. 바레인 (1973)
4. 방글라데시 (1973)
5. 부탄 (1973)
6. 브루나이 (1993)
7. 캄보디아 (1961)
8. 인도 (1961)
9. 인도네시아 (1961)
10. 이란 (1979)
11. 이라크 (1961)
12. 요르단 (1964)
13. 쿠웨이트 (1964)
14. 라오스 (1964)
15. 레바논 (1961)
16. 말레이시아 (1970)
17. 몰디브 (1976)
18. 몽골 (1993)
19. 미얀마 (1961)
20. 네팔 (1961)
21. 조선민주주의인민공화국 (1976)
22. 오만 (1973)
23. 파키스탄 (1979)
24. 팔레스타인 (1976)
25. 필리핀 (1993)
26. 카타르 (1973)
27. 사우디아라비아 (1961)
28. 싱가포르 (1970)
29. 스리랑카 (1961)
30. 시리아 (1964)
31. 태국 (1993)
32. 동티모르 (2003)
33. 투르크메니스탄 (1995)
34. 아랍에미리트 (1970)
35. 우즈베키스탄 (1993)
36. 베트남 (1976)
37. 예멘 (1990)[7]

#### 유럽
1. 벨라루스 (1998)

#### 오세아니아
1. 피지 (2011)
2. 파푸아뉴기니 (1993)
3. 바누아투 (1983)

### 옛 회원국
키프로스, 유고슬라비아는 창립 회원국이었으나 탈퇴했다.
1. 아르헨티나 (1973–1991)[8]
2. 키프로스 (1961–2004)[9][10]
3. 몰타 (1973–2004)[10]
4. 유고슬라비아 (1961–1992)[11][12] (유고슬라비아 연방 공화국 포함[13])

### 참관국
다음 국가와 조직들은 참관국이다.

#### 국가
1. 아르헨티나
2. 아르메니아
3. 보스니아 헤르체고비나
4. 브라질
5. 중화인민공화국
6. 코스타리카
7. 크로아티아
8. 엘살바도르
9. 카자흐스탄
10. 키르기스스탄
11. 모로코
12. 몬테네그로
13. 파라과이
14. 우크라이나
15. 세르비아
16. 타지키스탄
17. 우루과이
18. 멕시코
19. 남수단
20. 러시아 (2021)

#### 기구
1. 아프리카 연합
2. 아랍 연맹
3. 이슬람 협력 기구
4. 유엔
5. 세계 평화 평의회

### 초청국
현재는 없는 상태이다.

## 같이 보기
- 반둥 회의